# Mauzolej obitelji Petrinović u Supetru
Mauzolej obitelji Petrinović nalazi se na groblju u Supetru na Braču, na adresi Gradska ulica 35.

## Opis
Na zapadnoj strani supetarskog groblja na poluotoku sv. Nikole podignut je monumentalni mauzolej obitelji Petrinović (1924. – 27.), bračke iseljeničke obitelji iz Čilea, izrađen od bijelog bračkog kamena. Građevina pokazuje bizantski arhitektonski koncept centralne križne građevine s pet kupola, dok su reljefi i arhitektonska plastika oblikovani pod utjecajem bečke secesije. Samouki kipar Toma Rosandić (1878. – 1958.) radio je kod Ivana Meštrovića u Beču i prenio stil plitkih dekorativnih reljefa sa secesijskom stilizacijom. Nad kriptom je grobna kapela s kipom Raspeća nad glavnim oltarom i reljefom Polaganja u grob na antependiju, kipom Uskrslog Krista i sv. Mihovila.
Izvorno je narudžbu za izvedbu mauzoleja dobio Ivan Rendić, no oduzeta mu je. Rendić je to djelo smatrao svojim životnim radom.

## Zaštita
Pod oznakom Z-5944 zaveden je kao nepokretno kulturno dobro - pojedinačno, pravna statusa zaštićena kulturnog dobra.